# Donjek-Gletscher
Der Donjek-Gletscher ist ein Auslassgletscher des Kluane Icefield im Osten der Eliaskette im kanadischen Territorium Yukon.
Der etwa 56 km lange und maximal 2,4 km breite Donjek-Gletscher befindet sich innerhalb des Kluane-Nationalparks. Das Nährgebiet des Gletschers befindet sich am Donjek Mountain auf einer Höhe von über 3000 m, das untere Gletscherende liegt auf einer Höhe von 1000 m. Der Gletscher strömt in überwiegend nordnordöstlicher Richtung. Er speist den Donjek River, dessen Wasser über den White River und Yukon River abfließt. 
Der Donjek-Gletscher blockiert periodisch den Abfluss des Donjek River. Dabei entstehen Gletscherseen, die bei einem Bruch des natürlichen Dammes plötzlich entleert werden. 50 km flussabwärts wäre der Alaska Highway von so einer Flutkatastrophe betroffen.